# Echinocereus parkeri
Echinocereus parkeri es una especie endémica de alicoche perteneciente a la familia Cactaceae que se distribuye en estados del norte de México. La palabra parkeri es un epónimo en honor a David Parker, aficionado de cactáceas inglés.

## Descripción
Crece de manera ramificada, formando agrupaciones compactas o esparcidas. El tallo es cilíndrico de 15 cm de alto y de 2 a 6 cm de ancho. Tiene de 6 a 10 costillas tuberculadas. Posee de 1 a 8 espinas centrales de color oscuro a amarillento de 2 a 6,5 cm de largo. Tiene de 6 a 18 espinas radiales, blanquecinas y muy delgadas, de 1 cm de largo. La flor aparece cerca del ápice del tallo, es funeliforme, de color rosa y de 5 cm de diámetro. El fruto que produce es globoso de color verde con pulpa blanca.

## Distribución y hábitat
Se distribuye en Coahuila, Nuevo León, San Luis Potosí, Tamaulipas y Zacatecas en México. Habita en matorrales xerófilos sobre suelos calizos en elevaciones de 1450 a 1900 mnsm.

## Estado de conservación
El área de distribución de la especie es amplio y sus poblaciones abundantes. El sobrepastoreo podría representar una amenaza para la especie, sin embargo, varias de sus poblaciones se encuentra dentro de áreas protegidas en México.